# Robert Waddington
Pour les articles homonymes, voir Waddington.
Paul Yvan Robert Waddington (28 octobre 1893 à Lyon (6e arrondissement) - 11 février 1986 à Saint-Baudelle) est un as de l'aviation français de la Première Guerre mondiale, au cours de laquelle il remporta douze victoires aériennes homologuées.

## Biographie
Fils d'Albert Waddington, professeur-adjoint à la faculté des lettres de Lyon, petit-fils du philosophe Charles Waddington, Robert Waddington fait ses études secondaires au Lycée Ampère, puis entre à l’École Supérieure de Commerce de Lyon. Lorsque la Première Guerre éclate, il est stagiaire dans une banque à Londres et regagne la France. Il s'engage pour être aussitôt réformé. Refusant cette situation, il accumule les demandes auprès des autorités militaires et est finalement incorporé au 141e régiment d'infanterie le 15 décembre 1914 en tant que soldat de 2e classe. Le 21 juin 1915, il est promu au grade de caporal ; un mois plus tard, il est transféré au 2e Groupe d'Aviation. Le 27 septembre, il est incorporé à l'Escadrille 67. Dans cette unité, il est promu sergent, le 11 mars 1916.
Waddington se présente à Buc, le 3 septembre 1916, pour y suivre un entrainement de pilote. Il reçoit le brevet de pilote militaire no 5254 le 26 janvier 1917 et est envoyé se perfectionner à Avord, puis à Pau. Le 28 mars 1917, il est affecté à l'Escadrille N12 (en) (le "N" signifiant que les pilotes de l'escadrille volent avec des Nieuport). Il fait équipe avec Alfred Auger ainsi qu'avec Xavier de Sevin pour sa première victoire, le 11 mai 1917. Il est alors promu au grade d'adjudant le 20 juillet 1917, puis à celui de sous-lieutenant, le 25 janvier 1918. Il est transféré à l'Escadrille Spa154 (qui volait sur des SPAD), le 6 mars 1918. Entre le 12 avril et le 22 août 1918, il remporte cinq victoires contre des chasseurs ennemis et contre des ballons d'observation, dont quatre sont partagées avec ses coéquipiers Xavier Moissinac, Paul Barbreau, Louis Prosper Gros, Michel Coiffard, Jacques Ehrlich, et Théophile Condemine.  
Le 19 septembre 1918, il intègre l'Escadrille Spa31. Il remporte sa dernière victoire en solitaire, dix jours plus tard.  Le 9 novembre 1918, il reçoit la Légion d'honneur en plus de la Croix de guerre avec cinq palmes, une étoile de vermeil, une étoile d'argent, et une étoile de bronze qui lui avait déjà été remise. Il reçoit également la Croix de guerre belge et une décoration serbe.
Waddington devint par la suite lieutenant-colonel et prit le commandement d'une école de formation de pilotes avant la Seconde Guerre mondiale : le Centre d'Instruction de la Chasse (CIC), situé sur la base aérienne 122 Chartres-Champhol.

## Distinctions
- Chevalier de la Légion d'honneur
- Croix de guerre 1914–1918

## Liens extérieurs
- Notices d'autorité :   - VIAF
  - ISNI
  - IdRef
  - LCCN
  - GND
  - WorldCat
- Biographie détaillée, liste de ses victoires aériennes et profil couleur de son appareil